# Base forte
O conceito de base forte ou fraca, explica-se em relação a ela está completamente protonada em solução ou não. Base forte é base cuja constante de dissociação é elevada, cuja substância em solução aquosa sofre dissociação liberando íons OH-. Quando aumenta-se a intensidade dessa concentração de OH- mais forte será.
Alguns compostos possuem reações tão completas que são facilmente classificados como ácidos fortes ou bases fortes. Os ácidos e bases fortes mais comuns são: HCl, HBr, HI, H2SO4, HNO3, H2CO3, LiOH, NaOH, KOH, Ca(OH)2 e Mg(OH)2.
As bases fortes são compostas por metais alcalinos e metais alcalino-terrosos, com excepção para o hidróxido de berílio e de magnésio, uma vez que são pouco solúveis, formam bases moderadas. As bases dos demais metais são consideradas fracas, sendo quase insolúveis.
Para classificar as bases usando o critério “solubilidade” basta saber a que família seus componentes pertencem. Exemplos:
1) Base NaOH (hidróxido de sódio): o sódio pertence à família dos metais alcalinos, portanto a base correspondente se apresenta solúvel em água;
2) Base Ca(OH)2 (hidróxido de cálcio): o cálcio é um metal alcalino terroso e por isso a base apresenta pouca solubilidade em água;
3) Pb(OH)4 (hidróxido de chumbo): base insolúvel.
Observação: a solubilidade está relacionada à condução de corrente elétrica numa solução básica. Quanto mais solúvel uma base, maior será sua facilidade em conduzir corrente elétrica.